# Klaus-Peter Naumann
Klaus-Peter Naumann (* 1959 in Ahlen) ist ein deutscher Wirtschaftswissenschaftler. Er ist seit Oktober 2024 Mitglied des Aufsichtsrats der Grant Thornton AG Wirtschaftsprüfungsgesellschaft. Von 2002 bis 2023 war er Sprecher des Vorstands des Instituts der Wirtschaftsprüfer in Deutschland (IDW). Er ist Honorarprofessor für Rechnungslegung und Wirtschaftsprüfung an der Westfälischen Wilhelms-Universität in Münster/Westfalen.

## Leben
Naumann studierte von 1978 bis 1983 Betriebswirtschaftslehre an der Westfälischen Wilhelms-Universität Münster und schloss sein Studium als Diplom-Kaufmann ab. Von 1983 bis 1988 war Naumann Wissenschaftlicher Angestellter der Westfälischen Wilhelms-Universität Münster im Prüfungsamt für wirtschaftswissenschaftliche Prüfungen und am Institut für Unternehmensrechnung und -besteuerung unter der Leitung von Dietrich Börner.
1988 wurde er mit einer Dissertation zum Thema Die Bewertung von Rückstellungen in der Einzelbilanz nach Handels- und Ertragsteuerrecht zum Dr. rer. pol. promoviert. Das Steuerberater-Examen legte Naumann 1990 ab, bevor er 1996 zum Wirtschaftsprüfer bestellt wurde.
Seit 1989 arbeitet Naumann für das Institut der Wirtschaftsprüfer in Deutschland e. V. (IDW), Düsseldorf, und fungiert seit 2001 als Sprecher des Vorstands. Die Tätigkeit im IDW wurde von 1993 bis 1995 unterbrochen, als Naumann bei der SCHITAG Schwäbische Treuhand-AG (heute Ernst & Young) in Stuttgart eine praktische Prüfungstätigkeit ausübte.

## Funktionen
Naumann hatte von 1991 bis 2009 einen Lehrauftrag an der Georg-August-Universität in Göttingen und wurde dort 1997 zum Honorarprofessor ernannt. 2009 erfolgte die Ernennung zum Honorarprofessor an der Westfälischen Wilhelms-Universität in Münster.
Er war von 1996 bis 1999 deutscher Delegierter der „Accounting Working Party“ und von 1996 bis 2001 deutscher Delegierter der „Accounting Working Group“ der Fédération des Experts Comptables Européens (FEE). Seit 2001 ist er Technischer Berater der deutschen Delegation im Rat (Council) der FEE, technischer Berater der deutschen Delegation im IASC (1998 bis 2001). Er ist Autor zahlreicher Fachveröffentlichungen.
Mitte 2015 Berufung zum Mitglied der Regierungskommission Deutscher Corporate Governance Kodex. Seit 2011 ist er Mitglied im DRSC-Verwaltungsrat.
Mitglied im Beirat der Schmalenbach-Gesellschaft für Betriebswirtschaft e. V. (Amtsperiode 2019 bis 2023).

## Schriften
- Zusammen mit Christoph Ernst: Das neue Bilanzrecht. Materialien und Anwendungshilfen zum BilMoG, IDW Textausgabe, Düsseldorf 2009, ISBN 978-3-8021-1387-1
- Die Bewertung von Rückstellungen in der Einzelbilanz nach Handels- und Ertragsteuerrecht, Münster 1988, ISBN 978-3-8021-0392-6